# Adán y Eva (Rubens)
Adán y Eva, también conocido como La caída del hombre, o Adán y Eva en el paraíso terrenal es un óleo sobre lienzo de Pedro Pablo Rubens de 1628-1629. Se encuentra en el Museo del Prado de Madrid (España). 

## Descripción
La obra ha sido atribuida en algunos momentos al artista menor holandés Karel van Mander, pero en la actualidad se reconoce como un trabajo de Rubens.

Es una copia de la pintura del mismo tema, Adán y Eva en el Paraíso terrenal, realizada por el pintor italiano Tiziano, visto por Rubens en Madrid durante su viaje de 1628 a 1629, para las negociaciones de paz de la Revuelta de los Países Bajos. Refleja la influencia de Rafael en Tiziano y de Jan Brueghel el Viejo en Rubens, quien añadió un loro y algunos cambios de postura, musculatura, edad y expresión en Adán.

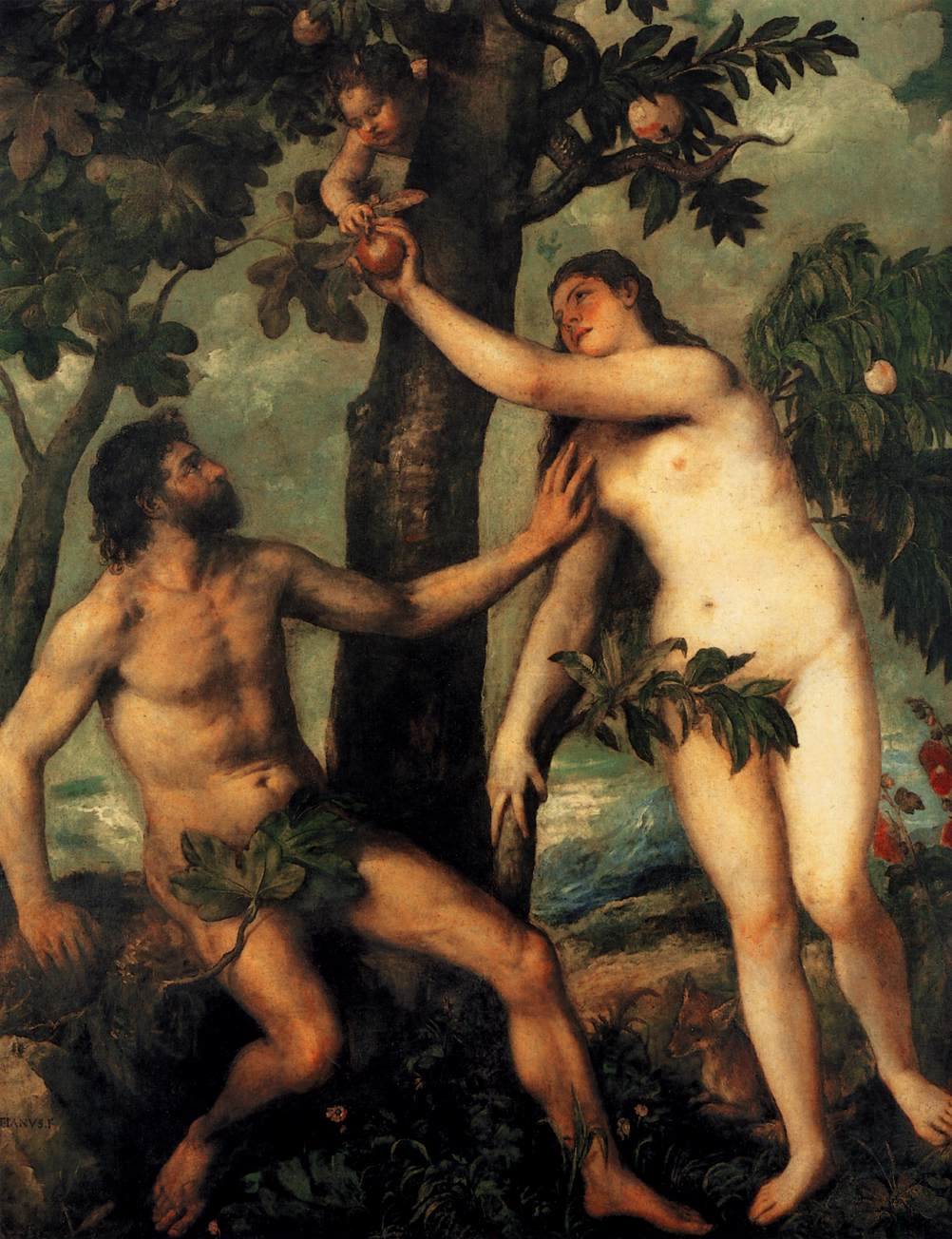
Versión de Tiziano, c. 1550